# Озёрный плёс
Плёс — более или менее широкая часть водоёма, реки или озера, отличающаяся большей (по сравнению с соседними водными участками) глубиной. Толковый словарь Ушакова приводит в качестве первого значения: 

 Плёс — широкое водное пространство на реке или озере, между островами.— Словарь Ушакова
 Аналогичное значение приводится в качестве второго и в словаре Ожегова. Озёра ледникового происхождения сложной формы часто описывают как состоящие из нескольких плёсов, зрительно разделённых островами или протоками. Например, карельское озеро Кяснясенъярви — подковообразное, большой полуостров в северной части делит озеро на три плёса — западный, южный и восточный.

## Происхождение
Этимологический словарь русского языка М. Фасмера возводит происхождение слова «плёс» к древнерусскому слову плесъ, «глубокое место в воде, озере». Семантически наиболее вероятно родство со славянскими корнями рlesо, рletsо; греч. πλάτος, производными от древнеиндоевропейского práthas, «ширина». Родство и происхождение от других корней, например, «плескать» или «полоса», считается менее вероятным.

## Топонимика

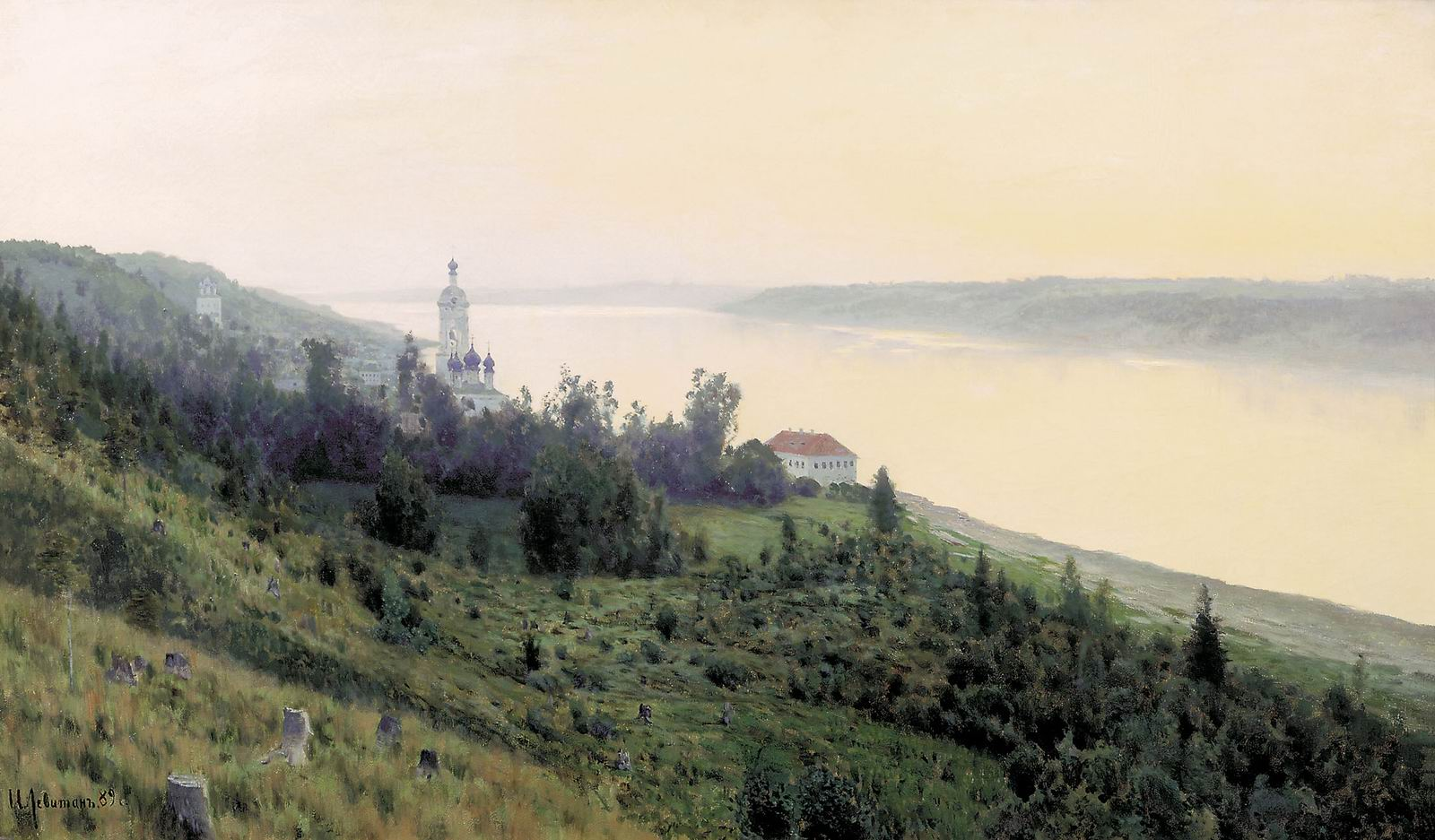
Левитан. «Вечер. Золотой Плёс»

Возможно, что основа плёс, плёсо означала в старославянском языке «озеро». В современном же русском языке, развилось вторичное значение слова, обозначающее отрезок реки.. В частности предполагают, что город Плёс, был назван одним из первичных значений апеллятива плёс, что согласуется с характером течения Волги, ее русла у города (широкое и глубокое, без перекатов). На древность топонима указывает и большое количество диалектных значений, приобретенных словом, в основном связанных с характеристикой русла реки и ее берегов. 